# Birgitta Valberg
Birgitta Valberg Hansson, född 16 december 1916 i Adolf Fredriks församling, Stockholm, död 29 mars 2014 på Lidingö, var en svensk skådespelare.

## Biografi
Valberg studerade vid Dramatens elevskola 1940–1943 och var sedan engagerad vid Dramaten under 56 år, mellan 1940 och 1996. Hon gjorde 137 roller under sina aktiva år vid Dramaten. Valberg filmdebuterade 1934 i Per-Axel Branners Unga hjärtan. Hon tilldelades 1977 en Guldbagge i kategorin bästa skådespelerska för sin medverkan i Paradistorg. Hon gjorde även rösterna till "Rumpnissarna" i Tage Danielssons filmatisering av Astrid Lindgrens Ronja Rövardotter 1984. Med början 1943 medverkade hon även vid uppsättningar i Radioteatern.
Valberg var dotter till lektor Paul Valberg och dennes hustru Gunborg Ahlin. Hon var från 1939 gift med kanslichefen Hans Hansson (1907–1976) med vilken hon fick barnen Bodel Redin (1942–2000), Per Hansson (född 1945) och Maria Bandobranski (född 1947), den sistnämnda även hon skådespelare. Valberg är begravd på Lidingö kyrkogård.

## Priser och utmärkelser
- 1968 – Gösta Ekman-stipendiet
- 1970 – O'Neill-stipendiet
- 1977 – Guldbaggen för bästa kvinnliga huvudroll (i Paradistorg)
- 1983 – Litteris et Artibus
- 1996 – Teaterförbundets guldmedalj

## Filmografi (i urval)
- 1934 – Unga hjärtan
- 1939 – Melodin från Gamla Stan
- 1939 – Folket på Högbogården
- 1941 – I paradis ...
- 1941 – Striden går vidare
- 1943 – Livet på landet
- 1948 – Hamnstad
- 1949 – Kärleken segrar
- 1950 – Mamma gör revolution
- 1951 – Frånskild
- 1953 – Kvinnohuset
- 1954 – Flottans glada gossar
- 1954 – Karin Månsdotter
- 1954 – Taxi 13
- 1955 – Farligt löfte
- 1955 – Sommarnattens leende
- 1956 – Ratataa
- 1956 – Sista natten
- 1957 – Synnöve Solbakken
- 1958 – Fröken April
- 1960 – Jungfrukällan
- 1960 – Av hjärtans lust
- 1962 – Älskarinnan
- 1963 – Lyckodrömmen
- 1964 – Svenska bilder
- 1965 – För vänskaps skull
- 1966 – Prinsessan
- 1968 – Skammen
- 1969 – Som natt och dag
- 1970 – Storia di una donna
- 1971 – Emil i Lönneberga (röst till Kommandoran)
- 1976 – Mannen på taket
- 1977 – Paradistorg
- 1980 – Flygnivå 450
- 1984 – Ronja Rövardotter (röst)
- 1989 – Peter och Petra
- 1992 – Söndagsbarn

## TV-produktioner
- 1955 – Hamlet
- 1961 – Han som fick leva om sitt liv
- 1961 – Mr Ernest
- 1961 – En handelsresandes död
- 1961 – Ljuva ungdomstid
- 1962 – Sex roller söka en författare
- 1968 – Rötter
- 1969 – Samtal med en död
- 1973 – Näsan
- 1973 – Pelikanen
- 1973 – En skugga
- 1979 – En handelsresandes död
- 1980 – Räkan från Maxim
- 1982 – Dubbelsvindlarna
- 1986 – Studierektorns sista strid
- 1986 – White Lady
- 1990 – Storstad
- 1990 – S*M*A*S*H
- 1993 – Polisen och domarmordet
- 1993 – Hemresa
- 1995 – Snoken
- 1996 – Idlaflickorna

## Teater

### Roller (ej komplett)
| År   | Roll                                      | Produktion                                                           | Regi               | Teater         |
| ---- | ----------------------------------------- | -------------------------------------------------------------------- | ------------------ | -------------- |
| 1938 |                                           | Señora Carrars gevär Bertolt Brecht                                  | Herman Greid       | Odeonteatern   |
| 1940 | Elise Parsons                             | Tony ritar en häst Lesley Storm                                      | Harry Roeck-Hansen | Blancheteatern |
| 1941 | Ellen                                     | Det evigt manliga James Thurber och Elliott Nugent                   | Stig Torsslow      | Vasateatern    |
| 1942 | Fanny Leeming                             | Gudarna le A.J. Cronin                                               | Carlo Keil-Möller  | Dramaten       |
| 1943 | Cilla Tervander, journalist               | Den stora skuggan Carlo Keil-Möller                                  | Carlo Keil-Möller  | Dramaten       |
| 1943 | Suzette Bourdier                          | Kungen Robert de Flers, Emmanuel Arène och Gaston Arman de Caillavet | Rune Carlsten      | Dramaten       |
| 1944 | Esther                                    | Innanför murarna Henri Nathansen                                     | Carlo Keil-Möller  | Dramaten       |
| 1945 | Henriette Löwenflycht                     | Av hjärtans lust Karl Ragnar Gierow                                  | Rune Carlsten      | Dramaten       |
| 1948 | Syster Teresia, nunna i Guds moders orden | De vises sten Pär Lagerkvist                                         | Alf Sjöberg        | Dramaten       |
| 1949 | Kvinnan                                   | En handelsresandes död Arthur Miller                                 | Alf Sjöberg        | Dramaten       |
| 1950 | Katarina Stenbock, Gustav Vasas änka      | Erik XIV August Strindberg                                           | Alf Sjöberg        | Dramaten       |
| 1951 | Elin                                      | Det lyser i kåken Björn-Erik Höijer                                  | Ingmar Bergman     | Dramaten       |
| 1951 | Rut                                       | Simon trollkarlen Tore Zetterholm                                    | Arne Ragneborn     | Dramaten       |
| 1952 | Älskarinnan                               | Furierna Enrique Suáres de Deza                                      | Arne Ragneborn     | Dramaten       |
| 1954 | Margery                                   | Fadershjärtat (The Bread-Winner) W. Somerset Maugham                 | Stig Torsslow      | Dramaten       |
| 1960 | Modern                                    | Till Damaskus, del I August Strindberg                               | Olof Molander      | Dramaten       |
| 1964 | Första fältkonkubinen                     | Tre knivar från Wei Harry Martinson                                  | Ingmar Bergman     | Dramaten       |
| 1996 | Dellen Hökentärna                         | Fint folk Kent Andersson                                             | Thommy Berggren    | Dramaten       |

## Radioteater

### Roller
| År   | Roll                                         | Produktion                                    | Regi               |
| ---- | -------------------------------------------- | --------------------------------------------- | ------------------ |
| 1947 | Fröken Roberts, guvernant                    | Mollusken Hubert Henry Davies                 | Gunnar Skoglund    |
| 1953 | Hustrun                                      | Midsommar August Strindberg                   | Palle Brunius      |
| 1953 | Aina Bergström                               | Hillman och de tre ingenjörerna Folke Mellvig | Carl-Otto Sandgren |
| 1954 | Helena Andersson, lärarinna vid en folkskola | Vår ofödde son Vilhelm Moberg                 | Mimi Pollak        |

### Fotnoter
1. ↑  Sveriges befolkning
1990:
Valberg Hansson, Birgitta
2. 1 2  ”Skådespelaren Birgitta Valberg död”. Dramaten. http://news.cision.com/se/dramaten/r/skadespelaren-birgitta-valberg-dod,c9560905. Läst 31 mars 2014.
3. ↑  Birgitta Valberg i Dramatens rollbok
4. 1 2  Sveriges Dödbok 1901–2009, DVD-ROM, Version 5.00, Sveriges Släktforskarförbund (2010).
5. ↑  Calle Pauli (20 juli 2009). ”Älskade gudmor” (på svenska). Dagens Nyheter. http://www.dn.se/kultur-noje/scen/alskade-gudmor/. Läst 2 juni 2015.
6. ↑  ”Tony ritar en häst”. Musikverket. http://calmview.musikverk.se/CalmView/Record.aspx?src=CalmView.Performance&id=PERF22081&pos=105. Läst 21 april 2016.
7. ↑  ”'Det evigt manliga' på Vasateatern”. Dagens Nyheter:  s. 10. 28 juni 1941. http://arkivet.dn.se/arkivet/tidning/1941-06-28/172/10. Läst 25 augusti 2015.
8. ↑  ”Det lyser i kåken”. Stiftelsen Ingmar Bergman. http://ingmarbergman.se/verk/det-lyser-i-k%C3%A5ken. Läst 17 oktober 2015.
9. ↑  ”Tre knivar från Wei”. Stiftelsen Ingmar Bergman. http://ingmarbergman.se/verk/tre-knivar-från-wei. Läst 21 oktober 2015.
10. ↑  ”Radioprogrammet”. Dagens Nyheter:  s. 23. 23 maj 1947. http://arkivet.dn.se/arkivet/tidning/1948-05-23/136/20. Läst 10 februari 2016.
11. ↑  ”Radioprogrammet”. Dagens Nyheter:  s. 22. 19 juni 1953. http://arkivet.dn.se/arkivet/tidning/1953-06-19/163/22. Läst 31 januari 2016.
12. ↑  ”Radioprogrammet”. Dagens Nyheter:  s. 16. 24 december 1955. https://arkivet.dn.se/tidning/1955-12-24/349/16. Läst 19 december 2021.
13. ↑  ”Radioprogrammet”. Dagens Nyheter:  s. 22. 4 februari 1954. http://arkivet.dn.se/arkivet/tidning/1954-02-04/33/26. Läst 31 januari 2016.